# 33508 Drewnik
33508 Drewnik este o planetă minoră (asteroid) din centura de asteroizi. A fost descoperită pe 6 aprilie 1999 la Experimental Test Site⁠(d) de Lincoln Near-Earth Asteroid Research. 
Obiectul prezintă o orbită caracterizată de o semiaxă mare de 2,5627168 UAi, o excentricitate de 0,14, o înclinație de 3,4268 ° în raport cu ecliptica.